# Secure Real-time Transport Protocol
Il Secure Real-time Transport Protocol (SRTP) è un'estensione del protocollo RTP creata per aggiungere funzionalità di sicurezza, tra cui cifratura, autenticazione e integrità dei messaggi e protezione da replay attack, all'RTP. È stato sviluppato da Cisco Systems ed Ericsson e standardizzato dall'IETF nel marzo 2004 come RFC 3711.
Poiché l'RTP ha un'altra estensione, chiamata RTCP, che viene usata per controllare una sessione RTP, l'SRTP è a sua volta esteso da un ulteriore protocollo chiamato Secure RTCP (SRTCP) che fornisce le stesse funzionalità di sicurezza dell'SRTP al RTCP.

## Caratteristiche
L'SRTP e l'SRTCP si basano sulla crittografia simmetrica e utilizzano l'algoritmo Advanced Encryption Standard per la cifratura. Per ogni pacchetto viene generato un codice univoco mediante l'algoritmo HMAC-SHA1 che viene utilizzato come codice di autenticazione.

## Supporto
SRTP è supportato dal software di telefonia Asterisk PBX a partire dalla versione 1.8.
Viene inoltre utilizzato nel WebRTC per la cifratura dei dati ed è pertanto supportato dai principali browser.